# Formica amyoti
Formica amyoti é uma espécie de formiga do gênero Formica, pertencente à subfamília Formicinae.